# Повернення в будинок нічних примар
Повернення в будинок нічних примар (англ. Return to House on Haunted Hill) — американський фільм жахів, продоження фільму Будинок нічних примар 1999 року.

## Сюжет
Дівчина Сара, яка вижила після подій першої частини, прихопила з собою з занедбаної психіатричної лікарні щоденник психіатра-садиста Річарда Бенджаміна Ваннакутта. Із щоденника виявилися що він зовсім не був схильний до насильства над людьми, але після придбання середньовічної статуї Бафомета доктор перетворився на збоченого садиста. Сара починає думати про те як позбавити лікарню від привидів. Але до щоденника проявляють інтерес інші особистості, щоб з його допомогою відшукати статую Бафомета. Відчуваючи загрозу Сара намагається зв'язатися зі своєю рідною сестрою Аріель, але остання дуже зайнята своїм модельним бізнесом. Невдовзі Сару знаходять мертвою, причиною смерті на думку поліції стало самогубство. Але ще до своєї смерті вона встигла вислати щоденник своїй сестрі. Незабаром до сестри Сари Аріель, яка була разом з приятелем Полом, в квартиру вламуються шукачі статуї з метою роздобути щоденник. Ватажок банди Десмонд не став їх вбивати і взяв із собою в покинуту психіатричну лікарню. А в цей час там вже знаходяться інші шукачі статуї: професор місцевого коледжу Річард, його коханка Мішель і помічник Кайл. Двері у лікарні знову зачиняються і їм належить зіткнутися з душами замучених пацієнтів.

## У ролях
- Аманда Ріджетті — Аріель Вулф
- Серіна Вінсент — Мішель
- Ерік Палладіно — Десмонд
- Том Райлі — Пол
- Ендрю Лі Поттс — Кайл
- Джеффрі Комбс — доктор Ваннакутт
- Стівен Пейсі — доктор Річард Хаммер
- Кліта Рейнфорд — Хейру
- Джил Колірін — Норріс
- Ендрю Плевін — Семюель
- Чукі Веніс — Воррен